# Stadion Miejski im. Henryka Reymana w Kutnie
Stadion Miejski im. Henryka Reymana – wielofunkcyjny stadion sportowy w Kutnie. Oprócz boiska posiada również bieżnię lekkoatletyczną. Pojemność stadionu wynosi 3500 widzów. Swoje spotkania rozgrywa na nim drużyna MKS-u Kutno. Na obiekcie siedmiokrotnie rozegrano finał piłkarskiego Pucharu Polski kobiet.